# Hardcorowa komercja – Nic naprawdę
Hardkorowa Komercja - Nic naprawdę – trzeci solowy album rapera z Kielc Borixona. Nagrania dotarły do 31. miejsca zestawienia OLiS.

## Lista utworów
Źródło.
1. "Intro" (prod.: Przesrebrny Akord) - 0:51
2. "Platynowy sombrero" (prod.: DJ 100 Karatów) - 3:49
3. "Złap mnie" (prod.: Przesrebrny Akord) - 3:34
4. "Lecę na bitach" (prod.: DJ 100 Karatów) - 3:11
5. "Syn cinkciarza z Memphis solo (spontanicznie)" (gościnnie: 5 KDM, Syn Cinkciarza Z Memphis) - 3:02
6. "Bauns (Remix)" (prod.: DJ 100 Karatów, gościnnie: Gruby Dolar) - 2:58
7. "Mamy to razem" (prod.: DJ 100 Karatów, gościnnie: StahuStah) - 3:33
8. "Jadę to nagrać - Skit" (prod.: 600V) - 1:09
9. "Improwizacje" (prod.: DJ 100 Karatów, gościnnie: StahuStah) - 3:37
10. "Właśnie haka" (prod.: DJ 100 Karatów) - 3:17
11. "Kręć dupą" (prod.: DJ 100 Karatów, gościnnie: Gruby Dolar) - 4:44
12. "Pall hajss" (prod.: DJ 100 Karatów) - 4:41
13. "Szampan - cycki..." (prod.: DJ 100 Karatów) - 2:52
14. "To musi" (prod.: DJ 100 Karatów) - 3:27
15. "Outro" (prod.: Przesrebrny Akord) - 0:42